# Хітмен: Агент 47
«Хітмен: Агент 47» (англ. Hitman: Agent 47) — американсько-німецький бойовик режисера Александера Баха, що вийшов 2015 року. У головних ролях Руперт Френд, Ханна Вейр, Закарі Квінто. Стрічка є екрнізацією серії ігор Hitman.
Вперше фільм у США продемонстрували 21 серпня 2015 року. В Україні у кінопрокаті показ фільму розпочався 3 вересня 2015 року.

## Сюжет
Фільм починається з прологу, який розповідає, як в роки Холодної війни генетик Петро Литвенко вивів формулу зі створення суперсолдат, абсолютно позбавлених емоцій, але наділених високим інтелектом і з фізичними даними, що перевершують звичайних homo sapiens. Цей проєкт охрестили «Проєкт: Агент», він припускав посилати оперативників в різні частини світу для виконання контрактів щодо усунення певних осіб. Усвідомивши, що породив «бездушних вбивць», Литвенко намагається втекти з СРСР разом з сім'єю, але його дружина гине під час погоні, а дочку Катю він ховає, проте залишає напризволяще. Після його зникнення, багато країн і організацій намагалися відтворити експеримент Литвенка, але марно. Зрештою, потужна комерційна структура під назвою «Синдикат Інтернешнл» вирішує знайти самого Литвенка і його дочку, використовуючи досвідченого «мисливця» Дельрей.
Через роки, Дельрей продовжує шукати Литвенка і його дочку, останню йому вдається вирахувати. Все затьмарюється тим, що на штаб «Синдикату» нападає кілер, Агент 47. Він заганяє Дельрея в його власний офіс, вибиває з «мисливця» місцеперебування Каті, далі методично ліквідовуючи корпоративний спецзагін. 47-й звітує перед своїм координатором в Міжнародному контрактному агентстві на ім'я Діана, яка доручає йому взяти в розробку ще одну ціль.
Катя Литвенко, а точніше Катя Ван Діс, перебуває в Берліні й намагається знайти батька. У неї висока загостреність чуттів й інтелект сильніше комп'ютера. Вона постійно переїжджає, шукаючи все нові і нові зачіпки, тому користується тільки фальшивим паспортом і живе в дешевих нічліжках на крадені гроші. Але одного разу до неї в метро підходить людина, яка називає себе Джоном Смітом і каже, що хоче захистити її від 47-го. Перестрілка в метро і подальша гонитва приводить двох в посольство США, де Сміт пускає пару куль в повітря, через що їх одразу ж заарештовують.
47-й проникає в посольство, просто пройшовши через металошукач зі зброєю. Слідчий ЦРУ, знайшовши в кейсі снайперську гвинтівку, намагається нею налякати 47-го на допиті, але сам дає кілеру можливість втекти, водночас 47-й залишає йому життя, оскільки у слідчого є сім'я. У метушні Сміт і Катя покидають посольство, але 47-й встигає поставити на неї жучок під виглядом кулі. У номері готелю, Катя аналізує свої дослідження й інформацію від Сміта: оскільки у генетика рак легенів, він не може пересуватися повітряним шляхом, а любов до орхідей тримає його десь в Східній Азії. Катя швидко розуміє, що батько ховається в Сінгапурі. До того, як вона розповіла свої висновки Сміту, в номер вривається 47-й, розстрілює Сміта, але Катю тільки оглушає.
Прокинувшись, Катя сидить прив'язаною до стільця в будівельному ангарі, де позаду неї висить турбіна літака. 47-й дає їй завдання: поки турбіна активна, вона повинна виплутатися зі складної зв'язки. Каті вдається це зробити, і вона вимагає відповідей від 47-го. Агент говорить їй, що вони знайомі з дитинства, услід за тим в пам'яті дівчини спливають спогади про те, як вона бачила з вікна машини маленького лисого хлопчика, який намагався зупинити солдатів, що йшли по них. Далі 47-й розповідає їй, що вона є Агентом 90 (Катя Ван Діс є алюзією на «quatre-vingt-dix», вимови французькою цифри 90). Допомагаючи Каті подолати психологічний бар'єр її розумових здібностей, які вона пригнічувала таблетками, 47-й спритно справляється з бойовиками «Синдикату», ведених живим і здоровим Смітом, який виявився модифікованим підшкірною титановою бронею і генетичними модифікаціями, що допомагають йому боротися на рівних з 47- м. Зрештою, 47-й і Катя тікають від погоні й та розповідає де перебуває її батько, за умови, що він його не вб'є. Все це чують спостерігачі Агентства, і передають інформацію Діані, яка одразу ж зв'язується з іншим «Агентом».
47-й і Катя прибувають в Сінгапур, який є також місцем штаб-квартири «Синдикату». Вони вправно обминають камери відеоспостереження аеропорту, крім однієї, яка засікла Катю. У номері готелю Катя намагається поговорити з 47-м про його почуття, але холодний і розважливий відходить від розмови, згодом засинаючи в характерній для себе манері (сидячи на дивані, поклавши поруч свої пістолети). Катя тим часом плаває в басейні готелю. Через деякий час вона забирає у сплячого кілера пістолети, розбирає їх і чистить (так їй легше заспокоїтися). На ранок в номер вриваються найманці «Синдикату», і 47-му доводиться вступити з ними в рукопашний бій. Далі в ліфті він міняє складаний ніж, раніше даний Каті на інгалятор хлопчика-астматика.
У Ботанічному саду Катя знаходить свого батька. Той намагається вибачитися за все те, що він зробив і розповідає про походження дочки та справжню причину втечі: довгі роки Литвенко і його дружина не могли зачати дитину, і тоді він вдався до генної інженерії, породивши тим самим Агента 90. Розуміючи, що коли про це довідаються, то Катю назавжди замкнуть в лабораторії, він спробував утекти. Але дружина гине, а сам він вважав, що поодинці у них більше шансів на виживання. Побачивши 47-го, учений подумав, що агент збирається його вбити, але кілер каже що ніколи не збирався. Ідилія порушується оперативниками «Синдикату», яких 47-й не гаючись ліквідував.
Починається довга погоня і перестрілка між втікачами і бійцями, на чолі з все тим же Смітом. Машину 47-го заганяють на перехрестя, за допомогою гарпунів затискають в центрі, після чого на них посилають солдатів «Синдикату». 47-й майстерно справляється з солдатами, але під час втечі один з бійців встигає підстрелити Литвенка в ногу. Катя намагається підняти його, але 47-й забирає її з собою, залишивши вченому інгалятор хлопчика. Катя протестує проти вчинку кілера, але 47-й присипляє її й вирішує використати, як можливість проникнути в штаб-квартиру «Синдикату»(при спробі проникнути в яку, раніше загинули 14 Агентів).
Сміт допитує Литвенко щодо вирощування «Агентів», але вчений говорить, що головна перевага його дітища - інтелект, а Сміт зі своїми модифікаціями не більше ніж виродок й провальний експеримент. Озлоблений оперативник «Синдикату» використовує на вченому болючу сироватку, це привертає увагу Антуана Ле Клерка, директора «Синдикату», який вперше за довгий час залишає свій надзахищений офіс. Коли Ле Клерк опиняється в камері допиту, по внутрішньому зв'язку з ним зв'язується 47-й, що говорить, що готовий віддати в обмін на Литвенка його дочку, в чиїй ДНК міститься все необхідне. Катя виявляється зв'язаною у вертольоті, керованому ззовні. Вирвавшись, вона направляє його прямо на штаб-квартиру, в надії позбутися Сміта і Ле Клерка. Як виявилося, все це був план кілера: він знав, що Катя виплутається і направить вертоліт на будівлю, а він сам проникає всередину, переодягнений пожежним, групу яких він завбачливо викликав. Ведучи вченого в свій офіс, Ле Клерк знаходить сидячого в його кріслі 47-го, в бій з яким вступає Сміт. Коли в запалі бою Сміт пробиває дірку в стіні, 47-й використовує струну від піаніно, свою фірмову зброю, щоб захопити модифікованого бійця за горло і притиснути його до оголеного проводу, тим самим підпалюючи його ударом струму.
Останній бій між Агентами та «Синдикатом» відбувається на даху, де Агенти знову перемагають в ньому, але Ле Клерк усе ж встигає сісти у вертоліт разом з Литвенко. Директор «Синдикату» говорить, що рано чи пізно учений погодиться на нього працювати, а Катю знайдуть і зроблять піддослідним щуром. Литвенко дивиться на дитячий інгалятор, відданий йому 47-м, і здогадується, що це граната. Петро Литвенко жертвує собою заради своїх «дітей» і вибухає разом з Ле Клерком. Побачивши це, 47-й зв'язується з Діаною і каже що його первісний контракт, Антуан Ле Клерк мертвий, але на питання про другу ціль, він викидає телефон. Катя тримає його на прицілі, звинувачуючи в смерті батька, але кілер зізнається, що Литвенко, бувши хворим на рак, сам вирішив пожертвувати собою, а «другою ціллю» була Катя, єдина родичка 47-го. 47-й каже, що за дверима перебуває армія відмінно навчених оперативників, і коли двері відкриються, по них відкриють вогонь. На що Катя відповідає, що людина тільки одна. За їхніми спинами відкривається ліфт, з якого виходить посланий Агентством 48-ий (своїм виглядом показує, що всі «Агенти» - клони) і зі словами: «Привіт від Діани» наводить свою зброю на 47-го і Катю, але вони стріляють першими.
У сцені після титрів видно, що Сміт пережив розряд електрики, але став альбіносом.

## Творці фільму

### Знімальна група
Кінорежисер — Александер Бах, сценаристами були Скіп Вудс і Майкл Фінч, кінопродюсерами — Адріан Аскарі, Чарльз Ґордон і Алекс Янг, виконавчі продюсери — Даніель Альтер, Майкл Гендриксон і Марко Меліц. Композитор: Марко Бельтрамі, кінооператор — Оттар Ґуднасон, кіномонтаж: Ніколя Де Тот. Підбір акторів — Деніз Чейміен, художник-постановник: Себастіан Т. Кравінкель, артдиректор: Сабіна Енґельберґ і Брайс Тіббі, художник по костюмах — Біна Дайджелер.

### У ролях
| Актор          | Персонаж                           | Роль                              |
| -------------- | ---------------------------------- | --------------------------------- |
| Руперт Френд   | Агент 47 англ. Agent 47            | таємний агент, найманий вбивця    |
| Ханна Вейр     | Катя ван Діс англ. Katia van Dees  | Агент 90                          |
| Закарі Квінто  | Джон Сміт англ. John Smith         | агент ЦРУ                         |
| Кіаран Гайндс  | Литвиненко англ. Litvenko          | засновник програми, батько Каті   |
| Томас Кречманн | Ле Клерк англ. Le Clerq            | голова Міжнародного синдикату     |
| Angelababy     | Діана Бернвуд англ. Diana Burnwood | кураторка Агента 47               |
| Юрген Прохнов  | Тобіас англ. Tobias                | торговець нелегальними паспортами |
| Ден Баккедаль  | Сандерс англ. Sanders              | американський чиновник            |

## Сприйняття

### Критика
Станом на 15 серпня 2015 року рейтинг очікування фільму на сайті Rotten Tomatoes становив 97% із 28 458 голосів, середня оцінка 4,2/5, на сайті Kino-teatr.ua — 9,25/10 із 79 голосів.
Фільм отримав переважно негативні відгуки: Rotten Tomatoes дав оцінку 7% на основі 94 відгуків від критиків (середня оцінка 3,7/10) і 49% від глядачів зі середньою оцінкою 3,2/5 (33 789 голосів). Загалом на сайті фільм має негативний рейтинг, фільму зарахований «гнилий помідор» від кінокритиків і «розсипаний попкорн» від глядачів, Internet Movie Database — 5,9/10 (8 200 голосів), Metacritic — 29/100 (26 відгуків критиків) і 3,5/10 від глядачів (96 голосів). Загалом на цьому ресурсі від критиків і від глядачів фільм отримав негативні відгуки.
Щомісячний журнал про кінематограф «Empire» сказав, що це жалюгідний фільм і поставив йому 2 зірки з 5, підсумувавши, що «чи поринати в розповідь залишається на ваш розсуд, проте осягніть всю її нерозкаяну дурість, і є дзен-подібна радість опинитися серед цієї екранної блювоти підліткового насильства».

### Касові збори
Під час показу у США, що розпочався 21 серпня 2015 року, протягом першого тижня фільм був показаний у 3 261 кінотеатрі і зібрав 8 326 530 $, що на той час дозволило йому зайняти 4 місце серед усіх прем'єр. Станом на 1 вересня 2015 року показ фільму триває 12 днів (1,7 тижня), зібравши за цей час у прокаті у США 16 734 137 доларів США, а у решті світу 25 000 000 $, тобто загалом 41 734 137 доларів США при бюджеті 35 млн доларів США.

## Музика
Музику до фільму «Хітмен: Агент 47» написав Марко Бельтрамі, саундтрек вийшов 25 серпня 2015 року на лейблі «La-La Land Records».
| Список треків | Список треків             | Список треків |
| #             | Назва                     | Тривалість    |
| ------------- | ------------------------- | ------------- |
| 1.            | «The Agent Program»       | 4:48          |
| 2.            | «Car Chat»                | 1:06          |
| 3.            | «Katia's Theme»           | 1:20          |
| 4.            | «Point Blank»             | 1:56          |
| 5.            | «Flashbacks»              | 1:48          |
| 6.            | «47 Knocks»               | 2:35          |
| 7.            | «Night Swimming»          | 1:05          |
| 8.            | «Tube Tumble»             | 4:13          |
| 9.            | «The Powers of an Agent»  | 2:03          |
| 10.           | «Towel Talk»              | 2:05          |
| 11.           | «Sharp Dressed Manhunt»   | 3:04          |
| 12.           | «Sensing Father»          | 3:32          |
| 13.           | «Same As Me, Only Better» | 5:33          |
| 14.           | «Botanical Gardens»       | 4:26          |
| 15.           | «Garage Escape»           | 3:09          |
| 16.           | «Sharp Questions»         | 1:24          |
| 17.           | «Harpooned»               | 3:45          |
| 18.           | «Look Out For the Choppa» | 3:41          |
| 19.           | «Aftermath»               | 3:41          |
| 20.           | «Camera Shy»              | 2:13          |
| 57:28         |                           |               |

## Дублювання українською мовою
Дублювання українською мовою зроблено студією «Postmodern». Переклад здійснив Олег Колесников, режисером дубляжу була Людмила Петриченко, звукорежисер — Олександр Мостовенко.
Ролі озвучили: Андрій Мостренко, Юрій Кудрявець, Катерина Брайковська, Юрій Висоцький, Юрій Гребельник, Євген Пашин, Єлизавета Мастаєва, Михайло Войчук, Кирило Нікітенко, Ярослав Чорненький, Володимир Терещук, Костянтин Чорнокрилюк, Наталія Поліщук та інші.

### Виноски
1. 1 2  Hitman: Agent 47: Release Info (англ.). Internet Movie Database. Архів оригіналу за 15 серпня 2015. Процитовано 15 серпня 2015.
2. 1 2 3  Хітмен: Агент 47 на сайті Kino-teatr.ua
3. 1 2  Brent Lang (19 серпня 2015). Box Office: ‘Straight Outta Compton’ Will Dwarf ‘Hitman: Agent 47,’ ‘American Ultra’ (англ.). Variety. Архів оригіналу за 8 листопада 2020. Процитовано 3 вересня 2015.
4. 1 2 3 4  Hitman: Agent 47 (англ.). Box Office Mojo. Архів оригіналу за 2 травня 2016. Процитовано 3 вересня 2015.
5. 1 2 3 4  Hitman: Agent 47 (2014) (англ.). The Numbers. Архів оригіналу за 26 грудня 2015. Процитовано 27 грудня 2015.
6. 1 2  Hitman: Agent 47 (англ.). Internet Movie Database. Архів оригіналу за 3 вересня 2015. Процитовано 3 вересня 2015.
7. ↑  Hitman: Agent 47 (2015) (англ.). Allmovie. Архів оригіналу за 24 серпня 2015. Процитовано 15 серпня 2015.
8. ↑  Hitman: Agent 47: Full Cast & Crew (англ.). Internet Movie Database. Архів оригіналу за 29 березня 2015. Процитовано 15 серпня 2015.
9. ↑  Hitman: Agent 47 (англ.). Rotten Tomatoes. Архів оригіналу за 14 лютого 2015. Процитовано 3 вересня 2015.
10. ↑  Hitman: Agent 47 (англ.). Metacritic. Архів оригіналу за 23 лютого 2015. Процитовано 3 вересня 2015.
11. ↑  James Dyer. Hitman: Agent 47 (англ.). Empire. Архів оригіналу за 6 вересня 2015. Процитовано 3 вересня 2015.
12. ↑  filmmusicreporter (17 серпня 2015). ‘Hitman: Agent 47’ Soundtrack Details (англ.). Film Music Reporter. Архів оригіналу за 26 вересня 2015. Процитовано 17 жовтня 2015.
13. ↑  Marco Beltrami ‎– Hitman: Agent 47 (Original Motion Picture Score) (англ.). Discogs. Архів оригіналу за 10 липня 2019. Процитовано 17 жовтня 2015.
14. ↑  Hitman: Agent 47 Original Soundtrack (Score) (англ.). Amazon.com, Inc. Процитовано 17 жовтня 2015.
15. ↑  Hitman: Agent 4 — LLLCD 1363 (англ.). La-La Land Records. Архів оригіналу за 29 вересня 2015. Процитовано 17 жовтня 2015. [Архівовано 29 вересня 2015 у Wayback Machine.]
16. ↑  Hitman: Agent 47 (англ.). Postmodern LLC. Архів оригіналу за 23 листопада 2015. Процитовано 23 листопада 2015.